# 唐青山
唐青山（1918年—2000年），中国人民解放军将领、中国人民解放军开国少将。
曾任中国人民解放军38军副军长兼参谋长。1955年，授予中国人民解放军少将。